# Liste des routes d'État au Maine
Les routes d'État au Maine sont les routes entretenues par le Maine Department of Transportation (MaineDOT).

## Liste des routes d'État
| Numéro | Longueur (mi) | Longueur (km) | Terminus sud / ouest                                                      | Terminus nord / est                                                 | Créée | Notes                                                                 |
| ------ | ------------- | ------------- | ------------------------------------------------------------------------- | ------------------------------------------------------------------- | ----- | --------------------------------------------------------------------- |
| SR 3   | 120,67        | 194,20        | SR 8 / SR 11 / SR 27 à Augusta                                            | SR 102 / SR 198 à Mount Desert                                      | 1940  |                                                                       |
| SR 4   | 168,85        | 271,74        | NH 4 à la frontière de New Hampshire à South Berwick                      | Haines Landing à Rangeley                                           | 1931  |                                                                       |
| SR 5   | 118,54        | 190,77        | SR 9 à Old Orchard Beach                                                  | SR 120 à Andover                                                    | 1933  |                                                                       |
| SR 6   | 207,23        | 333,50        | Route 173 / US 201 à la frontière canadienne près de Saint-Théophile, QC  | Route 4 à la frontière canadienne à Vanceboro                       | 1949  | Seule route ayant ses deux terminus à la frontière canadienne         |
| SR 7   | 61,90         | 99,62         | US 1 / SR 3 / SR 137 à Belfast                                            | SR 15 à Dover-Foxcroft                                              | 1933  |                                                                       |
| SR 8   | 51,60         | 83,04         | US 201 / SR 11 / SR 17 / SR 27 / SR 100 à Augusta                         | US 201 / US 201A à Solon                                            | 1954  |                                                                       |
| SR 9   | 289,09        | 465,25        | NH 9 / NH 236 à la frontière de New Hampshire à Berwick                   | Ferry Point International Bridge à la frontière canadienne à Calais | 1933  |                                                                       |
| SR 10  | 9,28          | 14,93         | US 1 à Presque Isle                                                       | US 1A à Easton                                                      | 1940  | Ancienne US 1                                                         |
| SR 11  | 400,93        | 645,23        | US 202 / NH 11 à la frontière de New Hampshire à Lebanon                  | US 1 / SR 161 à Fort Kent                                           | 1926  | Plus longue route d'état du Maine                                     |
| SR 15  | 180,12        | 289,88        | Main Street / West Main Street / School Street à Stonington               | US 201 / SR 6 à Jackman                                             | 1933  |                                                                       |
| SR 16  | 189,78        | 305,42        | NH 16 à la frontière de New Hampshire                                     | US 2 à Orono                                                        | 1933  |                                                                       |
| SR 17  | 130,70        | 210,34        | SR 4 à Rangeley                                                           | US 1 / US 1A à Rockland                                             | 1933  |                                                                       |
| SR 22  | 19,48         | 31,35         | SR 35 à Buxton                                                            | SR 25 / SR 77 à Portland                                            | 1939  |                                                                       |
| SR 23  | 68,53         | 110,29        | SR 8 / SR 11 / SR 17 à Sidney                                             | SR 6 / SR 15 / SR 16 à Guilford                                     | 1954  |                                                                       |
| SR 24  | 43,99         | 70,80         | Baileys Island Road à Harpswell                                           | US 201 / SR 9 / SR 27 / SR 126 à Gardiner                           | 1933  |                                                                       |
| SR 25  | 42,38         | 68,20         | NH 25 à la frontière de New Hampshire près de Porter                      | SR 22 / SR 77 à Portland                                            | 1926  |                                                                       |
| SR 26  | 95,91         | 154,35        | SR 77 à Portland                                                          | NH 26 à la frontière de New Hampshire à Upton                       | 1926  |                                                                       |
| SR 27  | 154,10        | 248,00        | SR 238 à Southport                                                        | Route 161 près de Saint-Augustin-de-Woburn, QC                      | 1933  |                                                                       |
| SR 32  | 58,62         | 94,34         | SR 130 à Bristol                                                          | US 201 / SR 100 / SR 137 Business à Winslow                         | 1933  |                                                                       |
| SR 35  | 90,90         | 146,29        | SR 9 / SR 9A à Kennebunk                                                  | US 2 / SR 5 à Bethel                                                | 1933  |                                                                       |
| SR 37  | 9,25          | 14,89         | SR 117 à Bridgton                                                         | SR 118 à Waterford                                                  | 1937  |                                                                       |
| SR 41  | 26,88         | 43,26         | US 202 / SR 11 / SR 100 / SR 133 à Winthrop                               | US 2 / SR 27 / SR 156 à Farmington                                  | 1946  |                                                                       |
| SR 43  | 102,71        | 165,30        | Temple Road / Intervale Road / Cummings Hill Road à Temple                | US 2 / US 2A à Old Town                                             | 1933  |                                                                       |
| SR 46  | 18,65         | 30,01         | US 1 à Orland                                                             | SR 9 à Eddington                                                    | 1960  |                                                                       |
| SR 50  | 0,90          | 1,40          | I-95 à Orono                                                              | US 2A à Old Town                                                    | 1960  | Désignation de Stillwater Avenue                                      |
| SR 52  | 17,19         | 27,66         | US 1 à Camden                                                             | US 1 à Belfast                                                      | 1960  |                                                                       |
| SR 69  | 34,62         | 55,72         | SR 11 / SR 100 à Pittsfield                                               | US 1A / SR 139 à Winterport                                         | 1959  |                                                                       |
| SR 73  | 10,68         | 17,19         | SR 131 à St. George                                                       | US 1 à Rockland                                                     | 1963  |                                                                       |
| SR 77  | 12,32         | 19,83         | SR 207 à Scarborough                                                      | SR 22 / SR 25 à Portland                                            | 1939  |                                                                       |
| SR 85  | 7,91          | 12,73         | US 302 / SR 35 à Raymond                                                  | SR 11 à Casco                                                       | 1948  |                                                                       |
| SR 86  | 10,32         | 16,61         | SR 191 près d'East Machias                                                | US 1 à Dennysville                                                  | 1962  |                                                                       |
| SR 88  | 8,41          | 13,53         | US 1 à Falmouth                                                           | US 1 à Falmouth                                                     | 1946  | Ancienne US 1                                                         |
| SR 89  | 10,89         | 17,53         | SR 161B / SR 164 à Caribou                                                | US 1A à Limestone                                                   | 1946  |                                                                       |
| SR 90  | 10,83         | 17,43         | US 1 à Warren                                                             | US 1 à Rockport                                                     | 1946  |                                                                       |
| SR 91  | 7,83          | 12,60         | US 1 à York                                                               | SR 236 à South Berwick                                              | 1949  |                                                                       |
| SR 92  | 4,19          | 6,74          | US 1 à Machias                                                            | Old County Road à Machiasport                                       | 1939  |                                                                       |
| SR 93  | 11,01         | 17,72         | US 302 à Bridgton                                                         | SR 5 à Lovell                                                       | 1953  |                                                                       |
| SR 94  | 13,35         | 21,48         | SR 7 à Dexter                                                             | SR 11 / SR 43 à Corinth                                             | 1948  |                                                                       |
| SR 96  | 5,77          | 9,29          | SR 27 à Boothbay Harbor                                                   | Middle Road à Boothbay                                              | 1948  |                                                                       |
| SR 97  | 9,53          | 15,34         | SR 220 à Friendship                                                       | US 1 à Warren                                                       | 1949  |                                                                       |
| SR 98  | 2,81          | 4,52          | US 1 à Saco                                                               | SR 5 à Old Orchard Beach                                            | 1946  |                                                                       |
| SR 99  | 8,76          | 14,10         | SR 109 à Sanford                                                          | US 1 / SR 9A à Kennebunk                                            | 1940  |                                                                       |
| SR 100 | 139,70        | 224,80        | Cumberland Avenue à Portland                                              | US 2 à Bangor                                                       | 1925  | Première route numérotée au Maine                                     |
| SR 101 | 8,22          | 13,23         | US 1 à Kittery                                                            | Gulf Road à la frontière du New Hampshire à Eliot                   | 1940  |                                                                       |
| SR 102 | 12,99         | 20,91         | SR 102A à Tremont                                                         | SR 3 / SR 198 à Bar Harbor                                          | 1931  |                                                                       |
| SR 103 | 16,33         | 26,28         | SR 236 à Eliot                                                            | US 1A à York                                                        | 1929  |                                                                       |
| SR 104 | 34,70         | 55,80         | SR 8 / SR 11 / SR 27 à Augusta                                            | US 2 / US 201 à Skowhegan                                           | 1931  |                                                                       |
| SR 105 | 48,11         | 77,43         | US 201 / US 202 / SR 9 / SR 17 / SR 100 à Augusta                         | US 1 à Camden                                                       | 1933  |                                                                       |
| SR 106 | 14,15         | 22,77         | US 202 / SR 11 / SR 100 à Leeds                                           | SR 133 à Livermore Falls                                            | 1937  |                                                                       |
| SR 107 | 16,22         | 26,10         | SR 11 / SR 113 à Baldwin                                                  | SR 117 à Bridgton                                                   | 1936  |                                                                       |
| SR 108 | 26,69         | 42,95         | US 2 à Rumford                                                            | SR 219 à Turner                                                     | 1925  |                                                                       |
| SR 109 | 26,16         | 42,10         | US 1 / SR 9 à Wells                                                       | NH 109 à la frontière du New Hampshire à Acton                      | 1925  |                                                                       |
| SR 110 | 3,60          | 5,79          | Stevens Corner Road à la frontière du New Hampshire près de Wakefield, NH | SR 11 à Newfield                                                    | 1925  |                                                                       |
| SR 111 | 13,88         | 22,34         | US 202 / SR 4 / SR 4A à Alfred                                            | SR 9 / SR 208 à Biddeford                                           | 1933  |                                                                       |
| SR 112 | 25,90         | 41,70         | US 1 / SR 5 / SR 9 à Saco                                                 | SR 114 à Gorham                                                     | 1925  |                                                                       |
| SR 113 | 54,81         | 88,21         | SR 25 à Standish                                                          | US 2 à Gilead                                                       | 1925  | Il existe un segment de 6 miles (9,7 km) de la route au New Hampshire |
| SR 114 | 35,04         | 56,39         | US 1 / SR 9 / SR 207 à Scarborough                                        | US 302 / SR 11 à Naples                                             | 1925  |                                                                       |
| SR 115 | 18,04         | 29,03         | US 302 / SR 35 à Windham                                                  | SR 88 à Yarmouth                                                    | 1925  |                                                                       |
| SR 116 | 56,42         | 90,80         | SR 16 à Old Town                                                          | SR 11 / SR 157 à Medway                                             | 1933  |                                                                       |
| SR 117 | 88,16         | 141,88        | SR 112 à Saco                                                             | SR 219 à Turner                                                     | 1925  |                                                                       |
| SR 118 | 13,04         | 20,99         | SR 35 à Waterford                                                         | SR 117 / Main Street à Norway                                       | 1925  |                                                                       |
| SR 119 | 15,20         | 24,50         | SR 11 / SR 121 à Minot                                                    | SR 26 / SR 117 à Paris                                              | 1935  |                                                                       |
| SR 120 | 15,18         | 24,43         | SR 5 à Andover                                                            | US 2 à Rumford                                                      | 1925  |                                                                       |
| SR 121 | 35,76         | 57,55         | US 302 / SR 35 à Raymond                                                  | US 202 / SR 4 / SR 11 / SR 100 à Auburn                             | 1925  |                                                                       |
| SR 122 | 5,11          | 8,22          | SR 26 à Poland                                                            | US 202 / SR 4 / SR 11 / SR 100 à Auburn                             | 1925  |                                                                       |
| SR 123 | 13,66         | 21,98         | Hurricane Ridge Road à Harpswell                                          | SR 24 à Brunswick                                                   | 1925  |                                                                       |
| SR 124 | 12,47         | 20,07         | SR 11 / SR 121 à Mechanic Falls                                           | SR 117 à Buckfield                                                  | 1933  |                                                                       |
| SR 125 | 22,12         | 35,60         | US 1 / SR 136 à Freeport                                                  | SR 24 à Bowdoinham                                                  | 1925  |                                                                       |
| SR 126 | 48,78         | 78,50         | US 202 / SR 100 à Lewiston                                                | SR 220 à Washington                                                 | 1925  |                                                                       |
| SR 127 | 25,64         | 41,26         | Seguinland Road à Georgetown                                              | SR 27 / SR 197 à Dresden                                            | 1933  |                                                                       |
| SR 128 | 15,36         | 24,72         | SR 127 à Woolwich                                                         | SR 27 à Dresden                                                     | 1933  |                                                                       |
| SR 129 | 13,36         | 21,50         | Middle Road à South Bristol                                               | US 1 Bus. / SR 130 à Damariscotta                                   | 1925  |                                                                       |
| SR 130 | 14,41         | 23,19         | Pemaquid Loop Road à Bristol                                              | US 1 Bus. / SR 129 à Damariscotta                                   | 1925  |                                                                       |
| SR 131 | 58,63         | 94,36         | Drift Inn Road / Glenmere Road à St. George                               | SR 141 à Swanville                                                  | 1925  |                                                                       |
| SR 132 | 10,80         | 17,40         | SR 9 / SR 126 à Sabattus                                                  | US 202 / SR 11 / SR 100 à Monmouth                                  | 1937  |                                                                       |
| SR 133 | 31,78         | 51,14         | US 202 / SR 11 / SR 41 / SR 100 à Winthrop                                | US 2 / SR 4 à Farmington                                            | 1925  |                                                                       |
| SR 134 | 12,60         | 20,30         | SR 41 à New Sharon                                                        | SR 43 à Starks                                                      | 1946  |                                                                       |
| SR 135 | 23,48         | 37,79         | SR 132 à Monmouth                                                         | SR 8 / SR 11 à Belgrade                                             | 1925  |                                                                       |
| SR 136 | 19,17         | 30,85         | US 1 / SR 125 à Freeport                                                  | US 202 / SR 11 / SR 100 à Auburn                                    | 1933  |                                                                       |
| SR 137 | 56,25         | 90,53         | US 2 à Mercer                                                             | US 1 / SR 3 / SR 7 à Belfast                                        | 1925  |                                                                       |
| SR 138 | 9,53          | 15,34         | US 201 à Bowdoin                                                          | US 201 à Richmond                                                   | 1946  |                                                                       |
| SR 139 | 58,83         | 94,68         | US 2 / US 201A / SR 8 à Norridgewock                                      | US 1A / SR 69 à Winterport                                          | 1925  |                                                                       |
| SR 140 | 22,40         | 36,00         | SR 117 à Buckfield                                                        | SR 4 / SR 17 à Jay                                                  | 1933  |                                                                       |
| SR 141 | 13,22         | 21,28         | US 1 / SR 3 à Belfast                                                     | SR 139 à Monroe                                                     | 1925  |                                                                       |
| SR 142 | 43,29         | 69,67         | US 2 / SR 17 à Dixfield                                                   | SR 16 / SR 27 à Kingfield                                           | 1925  |                                                                       |
| SR 143 | 15,25         | 24,54         | US 202 / SR 9 à Dixmont                                                   | SR 222 à Stetson                                                    | 1937  |                                                                       |
| SR 144 | 8,42          | 13,55         | West Shore Road à Westport                                                | US 1 à Wiscasset                                                    | 1954  |                                                                       |
| SR 145 | 10,15         | 16,33         | SR 4 à Strong                                                             | SR 142 près de Kingfield                                            | 1925  |                                                                       |
| SR 146 | 6,33          | 10,19         | SR 27 à New Portland                                                      | SR 16 à New Portland                                                | 1925  |                                                                       |
| SR 148 | 19,22         | 30,93         | SR 43 à Industry                                                          | US 201 à Madison                                                    | 1925  |                                                                       |
| SR 149 | 16,08         | 25,88         | SR 4 à Strong                                                             | SR 142 à Phillips                                                   | 1951  |                                                                       |
| SR 150 | 50,81         | 81,77         | US 2 à Skowhegan                                                          | Sebec Lake à Willimantic                                            | 1925  |                                                                       |
| SR 151 | 30,45         | 49,00         | US 2 à Palmyra                                                            | SR 16 près de Wellington                                            | 1925  |                                                                       |
| SR 152 | 20,31         | 32,69         | SR 11 / SR 100 à Pittsfield                                               | SR 150 à Cambridge                                                  | 1925  |                                                                       |
| SR 153 | 4,66          | 7,50          | SR 6 / SR 16 à Dover-Foxcroft                                             | Greeley's Landing à Dover-Foxcroft                                  | 1933  |                                                                       |
| SR 154 | 20,21         | 32,52         | SR 151 près de Wellington                                                 | SR 23 à Ripley                                                      | 1933  |                                                                       |
| SR 155 | 34,41         | 55,38         | SR 11 / SR 221 à Bradford                                                 | US 2 / SR 6 à Lincoln                                               | 1955  |                                                                       |
| SR 156 | 23,16         | 37,27         | SR 142 à Weld                                                             | SR 41 à Chesterville                                                | 1929  |                                                                       |
| SR 157 | 22,46         | 36,15         | SR 11 à Millinocket                                                       | US 2 à Mattawamkeag                                                 | 1925  |                                                                       |
| SR 158 | 4,42          | 7,11          | SR 11 à Sherman                                                           | US 2 à Sherman                                                      | 1925  |                                                                       |
| SR 159 | 20,68         | 33,28         | Shin Pond Village à Mount Chase                                           | US 2 à Island Falls                                                 | 1925  |                                                                       |
| SR 160 | 32,64         | 52,53         | SR 5 à Limerick                                                           | SR 117 à Denmark                                                    | 1933  |                                                                       |
| SR 161 | 83,03         | 133,62        | Route 190 à la frontière canadienne à Fort Fairfield                      | Frank Mack Road à Allagash                                          | 1925  |                                                                       |
| SR 162 | 16,97         | 27,31         | SR 161 près de Sainte-Agathe                                              | US 1 à Frenchville                                                  | 1925  |                                                                       |
| SR 163 | 29,22         | 47,03         | SR 11 à Ashland                                                           | SR 167 à Presque Isle                                               | 1925  |                                                                       |
| SR 164 | 23,63         | 38,03         | US 1 à Presque Isle                                                       | US 1 à Caribou                                                      | 1925  |                                                                       |
| SR 166 | 7,34          | 11,81         | Main Street à Castine                                                     | SR 175 à Penobscot                                                  | 1940  |                                                                       |
| SR 167 | 12,98         | 20,89         | US 1 à Presque Isle                                                       | US 1A à Fort Fairfield                                              | 1936  |                                                                       |
| SR 168 | 10,18         | 16,38         | SR 6 à Lee                                                                | US 2 à Winn                                                         | 1925  |                                                                       |
| SR 169 | 24,22         | 38,98         | SR 6 / SR 170 à Springfield                                               | US 1 à Danforth                                                     | 1925  |                                                                       |
| SR 170 | 20,37         | 32,78         | SR 6 / SR 169 à Springfield                                               | US 2 à Macwahoc                                                     | 1925  |                                                                       |
| SR 171 | 17,83         | 28,69         | SR 169 à Prentiss                                                         | US 2A à Reed Plantation                                             | 1925  |                                                                       |
| SR 172 | 22,66         | 36,47         | SR 175 à Sedgwick                                                         | US 1 / SR 3 à Ellsworth                                             | 1933  |                                                                       |
| SR 173 | 21,03         | 33,84         | US 1 à Lincolnville                                                       | SR 220 à Liberty                                                    | 1953  |                                                                       |
| SR 174 | 3,80          | 6,10          | US 1A à Prospect                                                          | US 1 / SR 3 à Prospect                                              | 1931  |                                                                       |
| SR 175 | 46,16         | 74,29         | SR 15 / SR 172 / SR 176 à Blue Hill                                       | US 1 / SR 3 / SR 15 à Orland                                        | 1925  |                                                                       |
| SR 176 | 38,27         | 61,59         | SR 175 à Brooksville                                                      | US 1 / SR 3 à Orland                                                | 1925  |                                                                       |
| SR 177 | 6,98          | 11,23         | SR 175 à Penobscot                                                        | SR 15 / SR 172 / SR 176 à Blue Hill                                 | 1925  |                                                                       |
| SR 178 | 13,27         | 21,36         | State Street / SR 9 à Brewer                                              | US 2 à Milford                                                      | 1925  |                                                                       |
| SR 179 | 22,34         | 35,95         | US 1A à Ellsworth                                                         | SR 9 à Aurora                                                       | 1925  |                                                                       |
| SR 180 | 20,10         | 32,30         | US 1A à Ellsworth                                                         | SR 9 à Clifton                                                      | 1925  |                                                                       |
| SR 181 | 12,46         | 20,05         | SR 180 à Otis                                                             | SR 9 à Amherst                                                      | 1925  |                                                                       |
| SR 182 | 23,50         | 37,80         | US 1 à Hancock                                                            | US 1 à Cherryfield                                                  | 1925  |                                                                       |
| SR 183 | 5,45          | 8,77          | US 1 à Sullivan                                                           | Schoodic Beach Road à Sullivan                                      | 1937  |                                                                       |
| SR 184 | 8,64          | 13,90         | Lamoine Beach à Lamoine                                                   | US 1 à Ellsworth                                                    | 1925  |                                                                       |
| SR 185 | 3,69          | 5,94          | Waukeag Avenue à Sorrento                                                 | US 1 à Sullivan                                                     | 1925  |                                                                       |
| SR 186 | 16,13         | 25,96         | US 1 à Gouldsboro                                                         | US 1 à Gouldsboro                                                   | 1925  |                                                                       |
| SR 187 | 22,85         | 36,77         | US 1 à Columbia Falls                                                     | US 1 à Jonesboro                                                    | 1925  |                                                                       |
| SR 188 | 15,60         | 25,10         | SR 155 à Enfield                                                          | Lord Brook Road près de Burlington                                  | 1933  |                                                                       |
| SR 189 | 11,19         | 18,01         | US 1 à Whiting                                                            | Route 774 à la frontière canadienne à Lubec                         | 1925  |                                                                       |
| SR 190 | 7,09          | 11,41         | Water Street à Eastport                                                   | US 1 à Perry                                                        | 1925  |                                                                       |
| SR 191 | 61,58         | 99,10         | SR 189 à Lubec                                                            | US 1 / SR 9 près de Baileyville                                     | 1925  |                                                                       |
| SR 192 | 20,39         | 32,81         | US 1 à Machias                                                            | SR 9 à Wesley                                                       | 1925  |                                                                       |
| SR 193 | 19,11         | 30,75         | US 1 à Cherryfield                                                        | SR 9 près de Beddington                                             | 1933  |                                                                       |
| SR 194 | 16,68         | 26,84         | SR 27 à Pittston                                                          | SR 215 à Newcastle                                                  | 1951  |                                                                       |
| SR 195 | 8,99          | 14,47         | Crowley Island Road à Gouldsboro                                          | US 1 à Gouldsboro                                                   | 1946  |                                                                       |
| SR 196 | 19,42         | 31,25         | US 202 / SR 11 / SR 100 à Lewiston                                        | US 1 à Brunswick                                                    | 1925  |                                                                       |
| SR 197 | 20,52         | 33,02         | SR 9 / SR 126 à Sabattus                                                  | SR 27 / SR 127 à Dresden                                            | 1925  |                                                                       |
| SR 198 | 10,79         | 17,36         | Main Street à Mount Desert                                                | SR 3 à Bar Harbor                                                   | 1925  |                                                                       |
| SR 199 | 10,57         | 17,01         | SR 166 à Castine                                                          | SR 15 à Penobscot                                                   | 1925  |                                                                       |
| SR 200 | 17,97         | 28,92         | US 1 à Sullivan                                                           | SR 179 à Waltham                                                    | 1925  |                                                                       |
| SR 204 | 6,50          | 10,50         | SR 3 à Trenton                                                            | Seal Point Road / Marlboro Beach à Lamoine                          | 1936  |                                                                       |
| SR 205 | 10,79         | 17,36         | SR 167 à Presque Isle                                                     | SR 161 à Caribou                                                    | 1937  |                                                                       |
| SR 206 | 1,60          | 2,60          | SR 17 à Washington                                                        | SR 105 à Washington                                                 | 1933  |                                                                       |
| SR 207 | 2,94          | 4,73          | SR 77 à Scarborough                                                       | US 1 / SR 9 / SR 114 à Scarborough                                  | 1925  |                                                                       |
| SR 208 | 7,29          | 11,73         | Lester B. Orcutt Blvd. à Biddeford                                        | SR 9 / SR 111 à Biddeford                                           | 1925  |                                                                       |
| SR 209 | 16,03         | 25,80         | Popham Beach à Phippsburg                                                 | US 1 à Bath                                                         | 1925  |                                                                       |
| SR 212 | 10,28         | 16,54         | SR 11 à Moro Plantation                                                   | US 2 à Smyrna                                                       | 1925  |                                                                       |
| SR 213 | 9,35          | 15,05         | SR 215 à Newcastle                                                        | SR 126 à Jefferson                                                  | 1933  |                                                                       |
| SR 214 | 9,96          | 16,03         | SR 191 à Meddybemps                                                       | US 1 à Pembroke                                                     | 1933  |                                                                       |
| SR 215 | 17,43         | 28,05         | US 1 Bus. à Newcastle                                                     | SR 32 à Jefferson                                                   | 1933  |                                                                       |
| SR 216 | 2.30          | 3.70          | Small Point à Phippsburg                                                  | SR 209 à Phippsburg                                                 | 1928  |                                                                       |
| SR 218 | 20,96         | 33,73         | US 1 / SR 27 à Wiscasset                                                  | SR 17 / SR 32 à Whitefield                                          | 1933  |                                                                       |
| SR 219 | 35,10         | 56,50         | Greenwood Road à Greenwood                                                | SR 133 à Wayne                                                      | 1933  |                                                                       |
| SR 220 | 66,66         | 107,28        | SR 97 à Friendship                                                        | SR 11 / SR 100 à Palmyra                                            | 1929  |                                                                       |
| SR 221 | 16,05         | 25,83         | SR 15 à Bangor                                                            | SR 11 / SR 155 à Bradford                                           | 1931  |                                                                       |
| SR 222 | 27,65         | 44,50         | SR 7 / SR 11 / SR 43 à Corinna                                            | US 2 / SR 100 à Bangor                                              | 1936  |                                                                       |
| SR 223 | 6,45          | 10,38         | SR 89 à Caribou                                                           | US 1A à Limestone                                                   | 1931  |                                                                       |
| SR 224 | 2,09          | 3,36          | SR 11 / SR 11A / SR 109 à Sanford                                         | US 202 / SR 4A à Sanford                                            | 1933  |                                                                       |
| SR 225 | 5,65          | 9,09          | SR 27 à Rome                                                              | SR 8 / SR 137 à Smithfield                                          | 1932  |                                                                       |
| SR 226 | 5,50          | 8,85          | SR 27 / SR 126 à Randolph                                                 | SR 17 à Chelsea                                                     | 1934  |                                                                       |
| SR 227 | 24,51         | 39,45         | SR 11 à Ashland                                                           | SR 163 à Presque Isle                                               | 1939  |                                                                       |
| SR 228 | 16,93         | 27,25         | SR 164 à Washburn                                                         | SR 161B à Caribou                                                   | 1939  |                                                                       |
| SR 229 | 1,96          | 3,15          | US 1A à Limestone                                                         | Route 375 à la frontière canadienne à Limestone                     | 1939  |                                                                       |
| SR 230 | 14,24         | 22,92         | SR 3 à Trenton                                                            | US 1 / SR 3 à Ellsworth                                             | 1946  |                                                                       |
| SR 231 | 11,52         | 18,54         | SR 115 à North Yarmouth                                                   | US 202 / SR 4 / SR 100 à New Gloucester                             | 1954  |                                                                       |
| SR 232 | 9,30          | 15,00         | SR 26 à Woodstock                                                         | US 2 à Rumford                                                      | 1955  |                                                                       |
| SR 233 | 5,85          | 9,41          | SR 3 / SR 198 à Mount Desert                                              | SR 3 à Bar Harbor                                                   | 1956  |                                                                       |
| SR 234 | 18,67         | 30,05         | SR 145 / SR 149 à Strong                                                  | US 201A / SR 8 à Anson                                              | 1956  |                                                                       |
| SR 235 | 23,71         | 38,16         | US 1 à Waldoboro                                                          | SR 52 / SR 173 à Lincolnville                                       | 1957  |                                                                       |
| SR 236 | 15,80         | 25,40         | SR 103 à Kittery                                                          | SR 9 à Berwick                                                      | 1957  |                                                                       |
| SR 237 | 8,18          | 13,16         | SR 25 à Gorham                                                            | SR 35 à Standish                                                    | 1957  |                                                                       |
| SR 238 | 3,76          | 6,05          | SR 27 à Southport                                                         | SR 27 à Southport                                                   | 1975  |                                                                       |
| SR 701 | 1,77          | 2,85          | US 1 / SR 9 à Scarborough                                                 | I-295 à South Portland                                              | —     | Scarborough Connector                                                 |
| SR 703 | 1,91          | 3,07          | I-95 à South Portland                                                     | US 1 / SR 9 à South Portland                                        | 2004  | Maine Mall Connector                                                  |
|        |               |               |                                                                           |                                                                     |       |                                                                       |